# Teatro Prometeo
El Teatro Prometeo de la Casa de la Cultura (también conocido como Teatro de Arena o Teatro Redondo.) es un teatro ubicado al sur de la casona antigua de la Casa de la Cultura Ecuatoriana (CCE) en la ciudad de Quito, junto al parque de El Arbolito y frente al parque El Ejido. Fue diseñado por los arquitectos Oswaldo Muñoz Mariño, Agustín y Fabián Patiño en 1966e inaugurado el 10 de marzo de 1977. Es considerado como un importante icono de la arquitectura moderna ecuatoriana
Desde el año 2022 la administración corre a cargo del Núcleo Pichincha de la Casa de la Cultura Ecuatoriana.

## Historia
El teatro fue diseñado originalmente por el arquitecto Oswaldo Muñoz Mariño, quien propuso este proyecto a Benjamín Carrión para la Casa de la Cultura Ecuatoriana. Más tarde recibiría las colaboraciones de arquitectos como Agustín y Fabián Patiño
El Teatro Prometeo fue inaugurado la noche del 10 de marzo de 1977 por el doctor Galo René Pérez, quien fue presidente de la Casa de la Cultura Ecuatoriana para el período 1975-1979. La obra que inauguró el teatro fue Volpone, del dramaturgo renacentista inglés Ben Jonson la cual fue representada por la Compañía Nacional de Teatro
Entre los primeros grupos teatrales que se presentaron en el Prometeo se cuentan el Mojiganga, el TAF, la Compañía Ecuatoriana de Teatro y el Taller de Teatro.

## Descripción

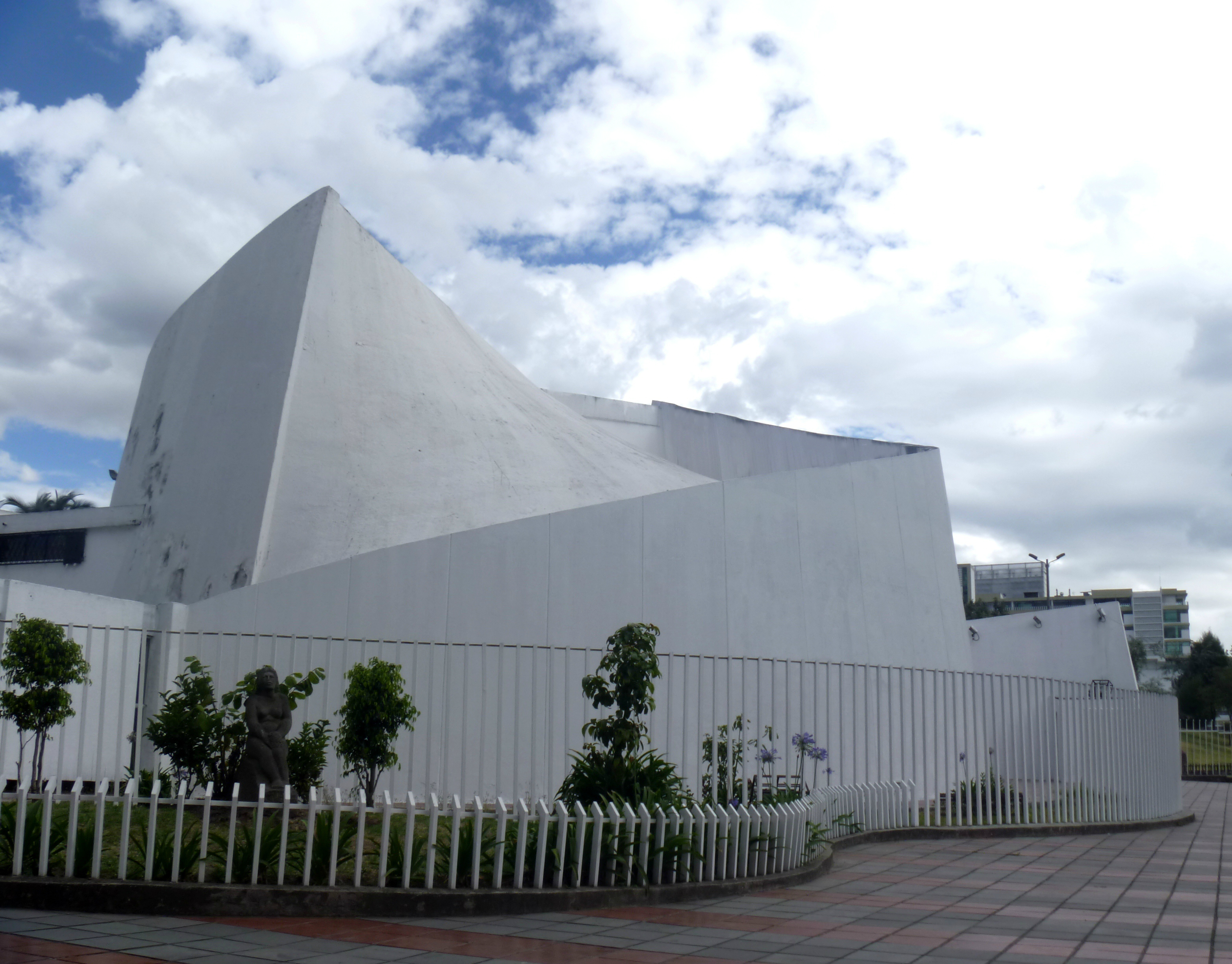
Vista lateral.

El teatro ocupa 663 m² de superficie y tiene una capacidad para 270 personas. Es de hormigón.
A menudo se lo describe como el único teatro 360° del país.debido a que la escena ocupa el centro del espacio interior y está completamente rodeada de butacas para los espectadores, motivo por el cual es un teatro arena. Dos paraboloides hiperbólicos opuestos nacen de dos vigas y se expanden dándole su apariencia característica y convirtiéndolo así en un anfiteatro helicoidal